# Морская жандармерия Франции
Морская жандармерия Французской Республики (фр. Gendarmerie maritime) — часть французской национальной жандармерии под оперативным контролем начальника штаба ВМС Франции.
Морская жандармерия является частью созданной в 2010 году службы береговой охраны и передана в ведомство морского генерального секретариата.
Её силы насчитывают около 1 100 военнослужащих, располагающих примерно тридцатью патрульными и сторожевыми катерами и десятком военных надувных плавсредств бригад наблюдения прибрежных вод.
Как и их наземные коллеги, морские жандармы — это военнослужащие, выполняющие полицейские операции в дополнение к их основной роли в качестве службы береговой охраны. Они также выполняют полицейские функции во французском флоте.

## Организация и состав

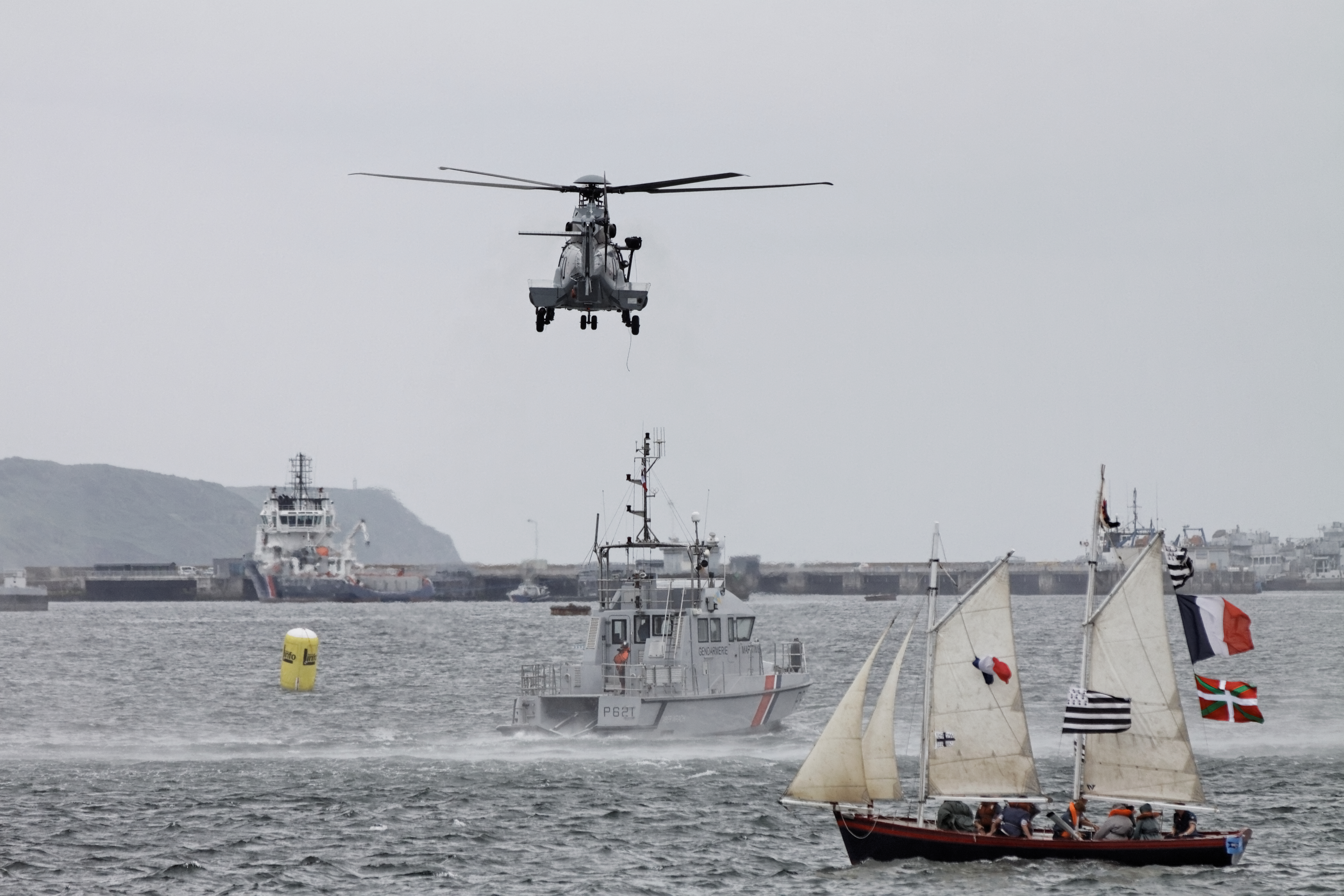
Учения морской жандармерии

Морской жандармерией командует полковник, которому помогает главный штаб. Береговая охрана состоит из 3 соединений, 8 рот и 75 подразделений (бригады розыска, бригады прибрежного наблюдения, группа безопасности охраняемых зон, группа наблюдения за вмешательством и усилением, патрульные катера, прибрежные высокоскоростные моторные лодки, морское наблюдение), распределение которого выглядит следующим образом:
- Материковая Франция:
  - группировка Ла-Манша и Северного моря в Шербуре (2 роты в Гавре и Кале)
  - группировка Атлантики в Бресте (3 роты в округе Брест, на острове Лонг и в Лорьяне);
  - группировка Средиземноморья в Тулоне (2 роты в Марселе и Тулоне);
  - морская жандармерия (отделение судебной полиции) в Уе
    - отделение секции розыска в Шербуре
    - отделение секции розыска в Бресте
    - отделение секции розыска в Тулоне

  - взвод от Парижа до Уя (в прямом подчинении главного штаба)
  - национальный учебный центр морской жандармерии (CNIGM) в Тулоне.
  - • За пределами материковой Франции:
  - Гваделупа: 1 патрульный катер;
  - Французская Гвиана: 2 скоростных 20-метровых моторных лодки;
    - Реюньон: 1 сторожевой катер и бригада прибрежного наблюдения;
    - Майотта: 1 патрульный катер (20-метровая высокоскоростная моторная лодка);
    - Французская Полинезия: 1 патрульный катер и бригада;
    - Новая Каледония: 1 скоростной моторный катер длиной 20 метров и 2 бригады.